# دانيلو ألفيس دي فريتاس
دانيلو ألفيس دي فريتاس هو لاعب كرة قدم برازيلي في مركز الوسط، ولد في 12 فبراير 1989 في ماتو غروسو في البرازيل. لعب مع أتلتيكو غويانيينسي ونادي أولاريا أتلتيكو ونادي سبورت ريسيفه ونادي غواراني ونادي فيتوريا سيتوبال.

## وصلات خارجية
- دانيلو ألفيس دي فريتاس على موقع قاعدة بيانات كرة القدم.إي يو (الإنجليزية)
- دانيلو ألفيس دي فريتاس على موقع Soccerway.com (الإنجليزية)